# 沙巴尼耶尔
沙巴尼耶尔（法語：Chabanière，法語發音：[ʃabanjɛʁ]）是法国罗讷省的一个市镇，属于里昂区。该市镇于2017年由原市镇圣莫里斯-叙达尔瓜尔、圣迪迪耶苏里沃里和圣索尔兰合并而成，行政中心位于圣莫里斯-叙达尔瓜尔。

## 地名
“沙巴尼耶尔”（Chabanière）一名由原市镇圣莫里斯-叙达尔瓜尔、圣迪迪耶苏里沃里和圣索尔兰的居民称谓词“Chat”、“Badrais”和“Racanière”中各取一部分合并而成。

## 地理
沙巴尼耶尔（45°34'59"N, 4°37'55"E）面积34.87 平方千米，位于法国奥弗涅-罗讷-阿尔卑斯大区罗讷省，该省份为法国中东部省份，北起顺时针与索恩-卢瓦尔省、安省、里昂大都会、伊泽尔省和卢瓦尔省接壤。
与沙巴尼耶尔接壤的市镇（或旧市镇、城区）包括：圣安德烈拉科特、绍桑、莫尔南、塔尔塔拉、沙托讷夫、里沃德日耶、圣约瑟夫、圣马丹拉普莱讷、雅雷地区圣罗曼、圣卡特琳、里沃里、博瓦隆。
沙巴尼耶尔的时区为UTC+01:00、UTC+02:00（夏令时）。

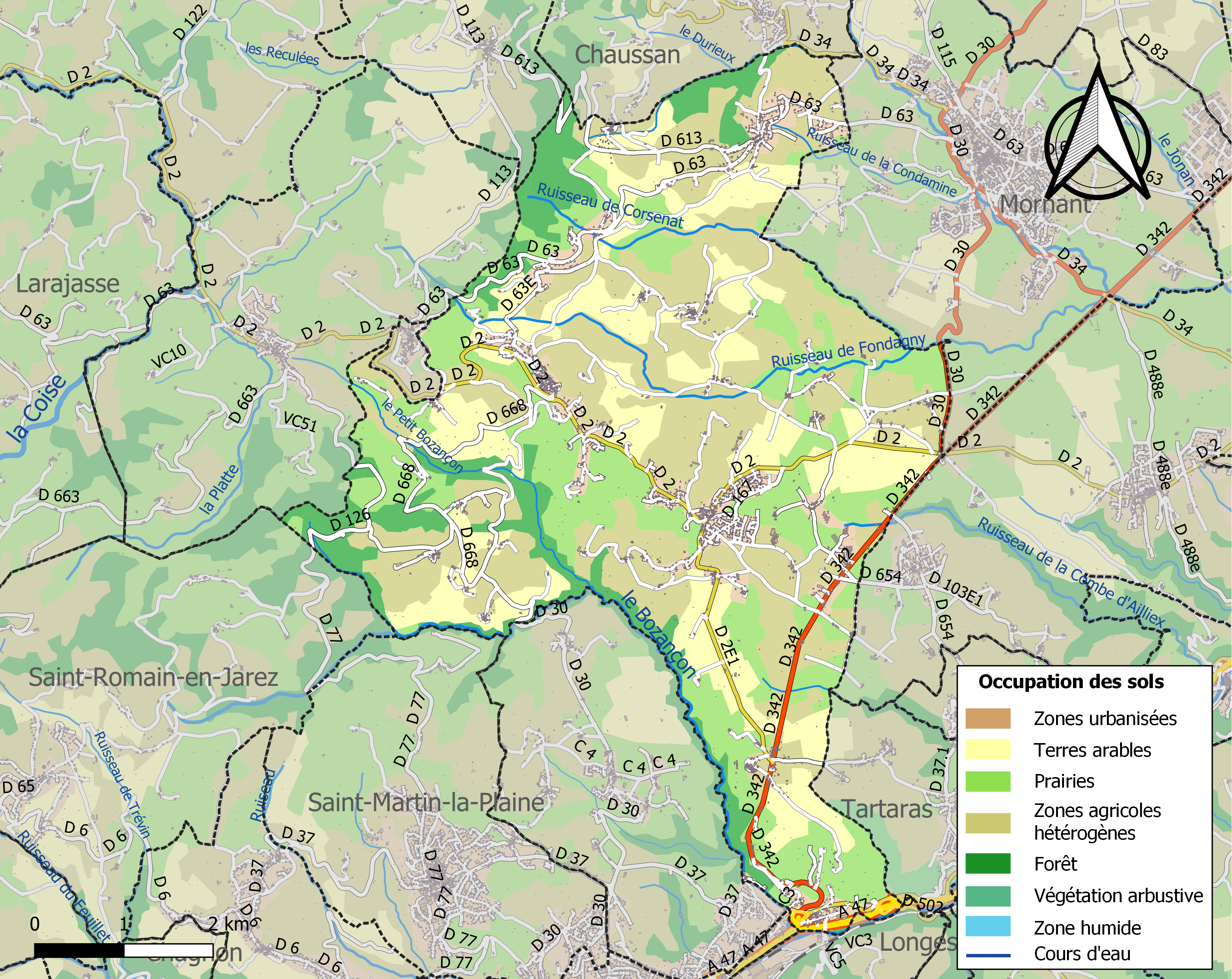
沙巴尼耶尔的OSM定位图

## 行政
沙巴尼耶尔的邮政编码为69440，INSEE市镇编码为69228。

## 政治
沙巴尼耶尔所属的省级选区为莫尔南县。

## 人口
沙巴尼耶尔于2022年1月1日时的人口数量为4274人。